# Boel Unnerstad
Boel Åsa Margareta Unnerstad, född 5 april 1944 i Stockholm, är en svensk översättare. Hon arbetade som copywriter på olika reklambyråer innan hon 1989 blev översättare på heltid. Hon blev styrelseledamot i Sveriges Författarförbund 1999 och var förbundets ordförande 2002–2005. Åren 1986–2004 var hon därtill verksam som teater- och operarecensent i Sveriges Radio. Som översättare har hon försvenskat såväl hälsoböcker som deckare från engelska och (i mindre utsträckning) norska och danska.

## Översättningar (urval)
- Margaret Pemberton: Förlorade år (White Christmas in Saigon) (Wahlström & Widstrand, 1991)
- Oscar Wilde: Spöket på Canterville (The Canterville ghost) (Fabel, 1994)
- Gita Mehta: Narmadas sång (A river Sutra) (Gedin, 1994)
- Arthur Conan Doyle: Doktorer (Tales of adventure and medical life) (H & E, 1995)
- John Tyerman Williams: Puh och filosoferna (Pooh and the philosophers) (Wahlström & Widstrand, 1997)
- Penny Vincenzi: Familjehemligheter (The dilemma) (Bonnier Alba, 1997)
- Denise Mina: Död i Garnethill (Garnethill) (Minotaur, 2001)
- Joanna Hershon: Syskonsvek (Swimming) (Bonnier, 2001)
- Tahmima Anam: En gyllene tid (A golden age) (Norstedt, 2009)
- Doreen Baingana: Tropiska fiskar (Tropical fish) (Tranan, 2013)